# Raionul Karlivka, Poltava
Karlivka (în ucraineană Карлівський район, transliterat: Karlivskîi raion) este un raion în regiunea Poltava, Ucraina. Reședința sa este orașul Karlivka.

## Demografie
Componența lingvistică a raionului Karlivka
     Ucraineană (95,85%)
     Rusă (3,35%)
     Alte limbi (0,45%)
Conform recensământului din 2001, majoritatea populației raionului Karlivka era vorbitoare de ucraineană (95,85%), existând în minoritate și vorbitori de rusă (3,35%).